# Matton-et-Clémency
Matton-et-Clémency é uma comuna francesa na região administrativa de Grande Leste, no departamento das Ardenas. Estende-se por uma área de 18,32 km². Em 2010 a comuna tinha 477 habitantes (densidade: 26 hab./km²).